# Jadwiga Kiełczyńska
Jadwiga Kiełczyńska (ur. 26 września 1950 w Biskupicach) – polska rolniczka i polityk, posłanka na Sejm PRL VIII kadencji.

## Życiorys
Uzyskała wykształcenie średnie zawodowe. Prowadziła indywidualne gospodarstwo rolne. Zasiadała w Wojewódzkim Komitecie Zjednoczonego Stronnictwa Ludowego w Bydgoszczy oraz w Gminnej Radzie Narodowej. W latach 1980–1985 pełniła mandat posłanki na Sejm PRL VIII kadencji w okręgu bydgoskim. Zasiadała w Komisji Gospodarki Morskiej i Żeglugi, Komisji Przemysłu Lekkiego oraz w Komisji Przemysłu. Pełniła funkcję sekretarza Sejmu. W okresie III RP była członkinią rady sołectwa Mąkowarsko.